# Honji suijaku

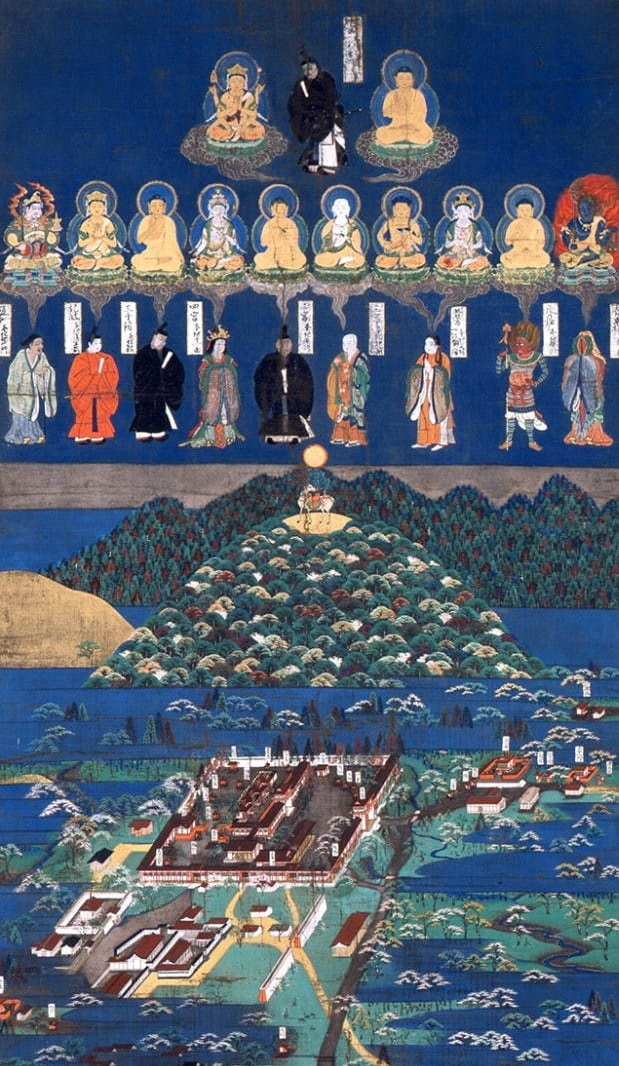
Deidades budistas e suas contrapartes kami (fileira abaixo) (século XIV). Mandalas de Kasuga são o tipo de mandala de kami que existe em maior quantidade. Também conforme o modelo honji suijaku, a área do santuário era vista como manifestação de uma Terra Pura no mundo terreno (gense jōdo). O monte também é identificado como o corpo de uma deidade (shintaisan).

O termo honji suijaku ou honchi suijaku (本地垂迹) na terminologia religiosa japonesa refere-se a uma teoria amplamente aceita até o período Meiji segundo a qual deidades budistas indianas optam por aparecer no Japão como kamis nativos para converter e salvar mais facilmente os japoneses. A teoria afirma que alguns kami (mas não todos) são manifestações locais (suijaku (垂迹), literalmente, um "traço") de deidades budistas (honji (本地), literalmente, "solo original"). As duas entidades formam um todo indivisível chamado gongen e, em teoria, deveriam ter a mesma posição, mas nem sempre foi assim. No início período Nara, por exemplo, o honji era considerado mais importante e só mais tarde os dois passaram a ser considerados iguais. Durante o final do período Kamakura, foi proposto que os kami eram as divindades originais e os budas suas manifestações (ver a seção Honji suijaku invertido abaixo).
A teoria nunca foi sistematizada, mas foi muito difundida e muito influente. É considerada a pedra angular de shinbutsu-shūgō (sincretismo de deidades budistas e kami japoneses). Honji suijaku tem sido frequentemente visto como semelhante à interpretatio romana, um modo de comparação promovido na antiguidade por estudiosos como Tácito, que argumentava que os deuses bárbaros eram apenas as manifestações estrangeiras de divindades romanas ou gregas.
O próprio termo honji suijaku é um exemplo da prática japonesa de Yojijukugo, uma combinação de quatro caracteres de frases que podem ser lidas literal ou idiomática.

## História

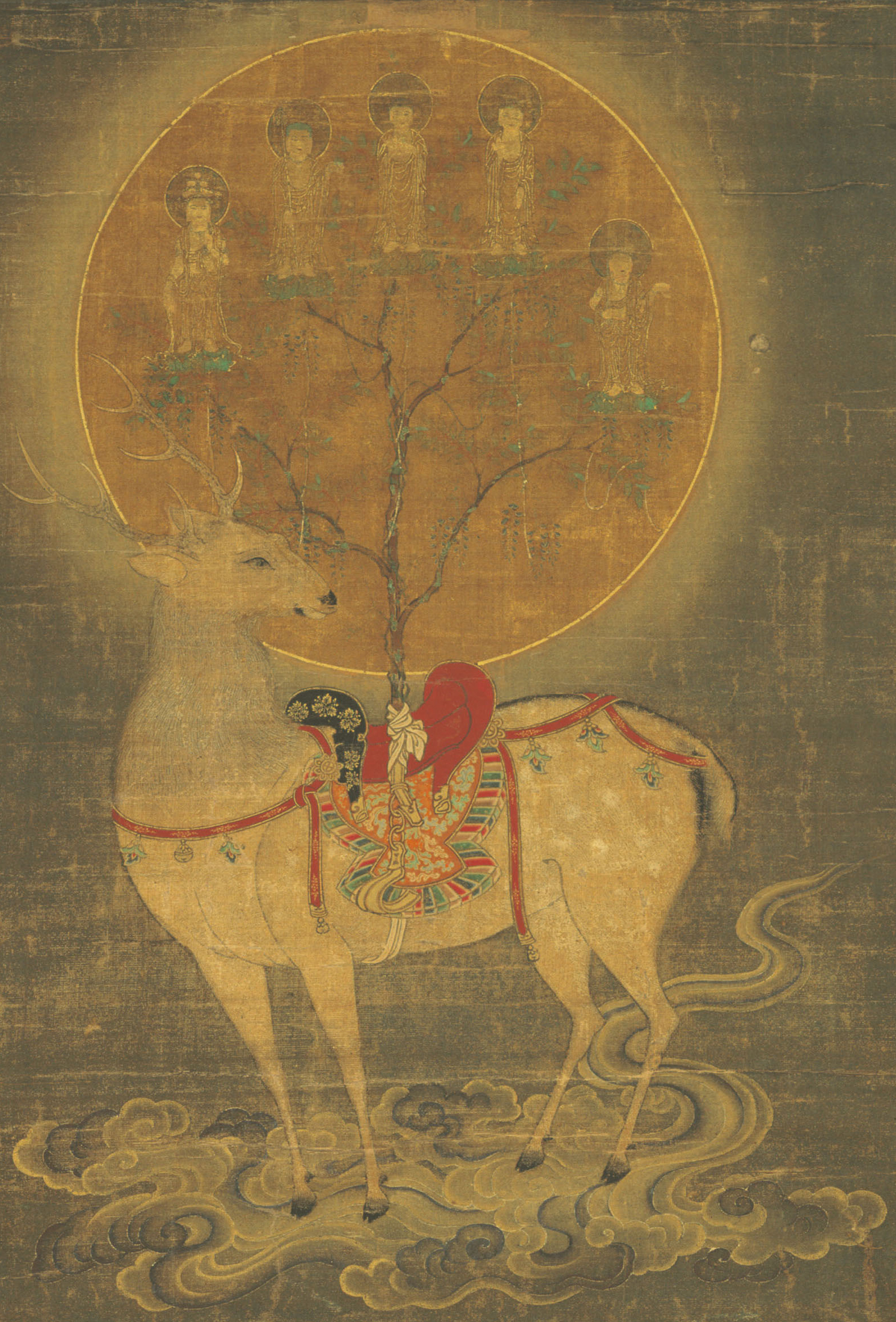
Cervo carregando um sakaki (árvore sagrada) com os honji de cinco kamis de Kasuga (século XIII-XIV). Os cinco kamis são reunidos na deidade chamada Daimyōjin. Em muitos mandalas de Kasuga, aparece o texto: "A fim de proteger a doutrina verdadeira e perfeita, Ele se mudou para um sakaki e partiu de Kashima montado em um cervo. Por compaixão pelos três mil monges hossôs, Ele temperou Sua luz, manifestou Seu traço e se hospedou na vila de Kasuga. Isso foi no ano tsuchinoe-saru de Jingo Keiun.
Sua substância original, Roshana,
perfeitamente iluminada por toda a eternidade,
a fim de salvar os seres sencientes,
manifesta o Daimyōjin"

Os primeiros monges budistas não duvidavam da existência de kami, mas os viam como inferiores a seus budas. As divindades hindus tiveram a mesma recepção: eram consideradas não iluminadas e prisioneiras do samsara. As reivindicações budistas de superioridade, no entanto, encontraram resistência; os monges tentaram superá-la integrando deliberadamente kami em seu sistema. Os próprios budistas japoneses queriam, de alguma forma, dar aos kami status igual. Várias estratégias para isso foram desenvolvidas e empregadas, e uma delas foi a teoria do honji suijaku.
A expressão foi originalmente desenvolvida na China e usada pelos budistas do Tendai para distinguir uma verdade absoluta de sua manifestação histórica (por exemplo, o Buda eterno do Buda histórico, ou o Darma absoluto de suas formas históricas, sendo o primeira o honji, o segundo o suijaku). O termo aparece pela primeira vez com esse significado no Eizan Daishiden, um texto que se acredita ter sido escrito em 825. A teoria honji suijaku propriamente dita posteriormente aplicou-se a budas e kami, com seu primeiro uso nesse contexto datado de 901, quando o autor do Sandai Jitsuroku diz que "mahasattvas (budas e bodisatvas) se manifestam às vezes como reis e às vezes como kami." A dicotomia foi aplicada a divindades apenas no Japão e não, por exemplo, na China.
Uma explicação diferente, mas equivalente, a ideia de que as deidades budistas optam por não se mostrar como são, mas se manifestam como kami, foi expressa de forma poética com a expressão wakō dōjin (和光同塵), que significava que, para ajudar os seres sencientes, as deidades "escureciam seu brilho e tornavam-se idênticas ao pó do mundo profano." Caso contrário, seu brilho seria tal que destruiria meros mortais.
Nos séculos X e XI, existem numerosos exemplos de deidades budistas e pares de kami: as deidades são geralmente Kannon, Yakushi, Amida ou Shaka Nyorai. A associação entre eles era geralmente realizada após um sonho ou revelação feita a um monge famoso, posteriormente registrado nos registros de um templo ou santuário. Até então, kami no Japão era universalmente entendido como a forma assumida pelos budas para salvar os seres humanos, ou seja, manifestações locais de budas universais. Por volta do início do período Kamakura, os pares tornaram-se solidamente codificados em grandes templos ou santuários. A frequência da prática é atestada pelo kakebotoke (懸仏), ou "budas pendurados", encontrados em muitos grandes santuários—espelhos de metal que carregam na frente a efígie do kami do santuário e na parte de trás a relativa deidade budista. O nome mostra que eles geralmente são pendurados na parede externa de um santuário.
À medida que a teoria foi se espalhando pelo país, o conceito de gongen ("manifestação provisória", definido como um Buda que escolhe aparecer para os japoneses como um kami) evoluiu. Um dos primeiros exemplos de gongen é o famoso Sannō Gongen (山王権現) de Hie. Sob a influência do budismo Tendai e do Shugendō, o conceito gongen foi adaptado, por exemplo, a crenças religiosas ligadas ao Monte Iwaki, um vulcão, de modo que o kami feminino Kuniyasutamahime passou a ser associado a Jūichimen Kannon Bosatsu (Kannon de onze faces), o kami Ōkuninushi com Yakushi Nyorai e Kunitokotachi no Mikoto com Amida Nyorai.

## Prática
O paradigma honji suijaku permaneceu uma característica definidora da vida religiosa japonesa até o final do período Edo. Seu uso não se limitava a divindades, mas muitas vezes se estendia até mesmo a figuras históricas como Kūkai e Shōtoku Taishi. Alegou-se que esses seres humanos em particular eram manifestações de kami, que por sua vez eram manifestações de budas. Às vezes, a divindade envolvida não era budista. Isso pode acontecer porque a teoria nunca foi formalizada e sempre consistiu em eventos separados, geralmente baseados nas crenças particulares de um templo ou santuário.
Nada era fixo: uma divindade poderia ser identificada como um honji e um suijaku em diferentes partes do mesmo santuário, e diferentes identificações poderiam ser consideradas verdadeiras no mesmo tempo e lugar. A situação religiosa durante a Idade Média era, portanto, confusa. Os historiadores tentaram se concentrar nos reformadores daquela época com uma filosofia clara e pouco interesse nas questões kami porque são mais fáceis de entender. A teoria acabou sendo benéfica para os kami, que deixaram de ser considerados forasteiros não iluminados para se tornarem formas reais assumidas por deidades importantes. A expressão máxima dessa mudança é o Ryōbu Shintō, no qual as deidades budistas e os kami são indivisíveis e equivalentes como os dois lados de uma moeda.
O uso do paradigma honji suijaku não se limitou à religião—teve consequências importantes para a sociedade em geral, cultura, arte e até economia. O budismo, por exemplo, proscreveu a pesca, a caça e a agricultura porque envolviam a morte de seres vivos (insetos, toupeiras e similares no caso da agricultura), mas o conceito honji suijaku permitia que as pessoas anulassem a proibição. Se alguém pescasse para si mesmo, dizia o raciocínio, a pessoa era culpada e deveria ir para o inferno. No entanto, se a captura fosse oferecida a um kami que fosse uma emanação conhecida de um buda, o gesto tinha um valor cármico óbvio e era permitido. A ideia permitia proibir a atividade econômica individual e, portanto, descontrolada. Aplicada como era a todas as principais atividades econômicas, essa interpretação do honji suijaku permitia um controle completo da dissidência popular.

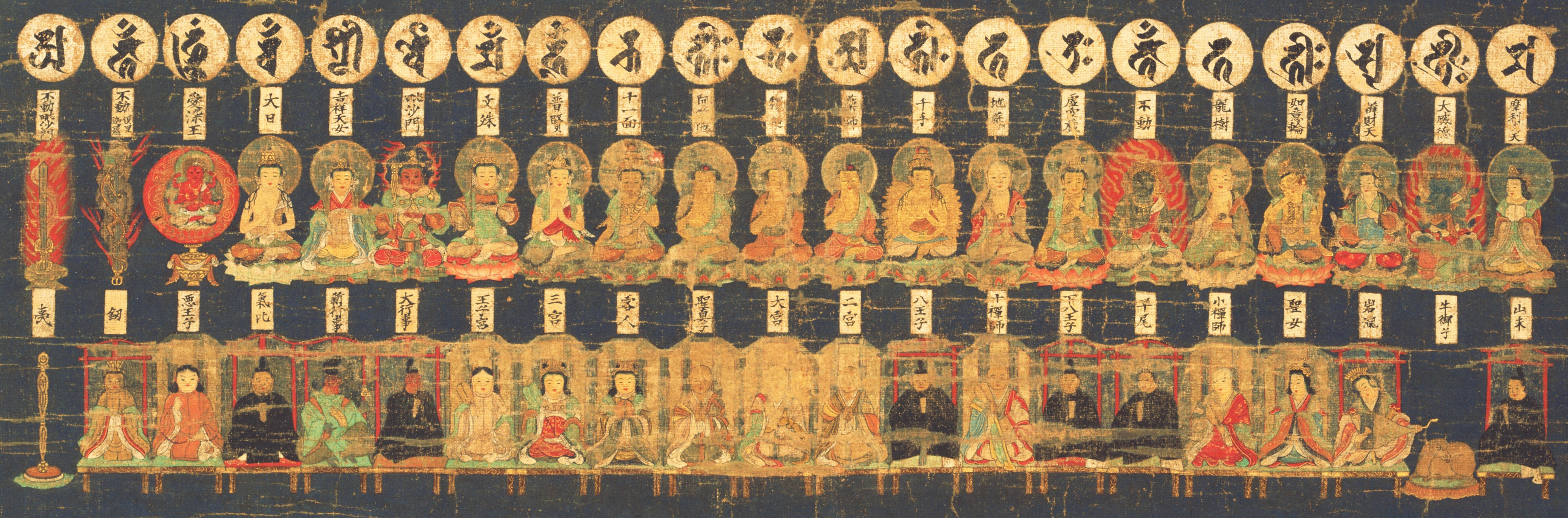
Mandala das 21 deidades (coletivamente chamadas Sannō) do santuário de Hie (século XIV). A fileira superior apresenta suas sílabas-sementes em siddham, seguida por uma fileira de budas e outra dos kami correspondentes. Entre eles, cartuchos contendo seus nomes.

A importância do conceito pode ser entendida a partir de como a ideia de que algum fenômeno local pode estar de alguma forma ligado a um objeto absoluto e sagrado encontrou ampla aplicação nos períodos medieval e moderno. Costumava-se dizer que as terras dos templos no Japão eram emanações locais de paraísos budistas ou que o trabalho de um artesão era um com as ações sagradas de um Buda indiano.

## Arte

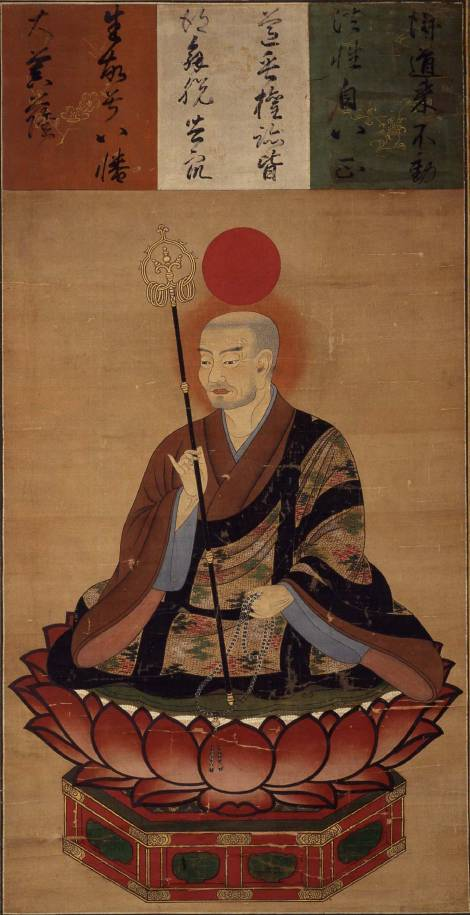
Kami Hachiman em traje budista

O paradigma honji suijaku encontrou ampla aplicação na arte religiosa com o Honji Suijaku Mandara (本地垂迹曼荼羅)  ou Songyō Mandara (尊形曼荼羅). O Honjaku Mandara (本迹曼荼羅) (veja a imagem acima) mostra deidades budistas com suas contrapartes kami, enquanto o Honjibutsu Mandara (本地仏曼荼羅)  mostra apenas deidades budistas, e o Suijaku Mandara (垂迹曼荼羅)  mostra apenas kami.
O Sōgyō Hachiman (僧形八幡), ou "Hachiman em traje sacerdotal", é uma das divindades sincréticas mais populares. O kami é representado vestido como um sacerdote budista e é considerado o protetor das pessoas em geral e dos guerreiros em particular. A partir do século VIII, Hachiman foi chamado de Hachiman Daibosatsu, ou Grande Bodisatva Hachiman. O fato de ele estar vestido como um sacerdote budista provavelmente indica a sinceridade de sua conversão ao budismo. No século XIII, outros kami também seriam retratados em vestes budistas.

### Shintōshū
O Shintōshū é um livro em dez volumes que se acredita datar do período Nanboku-chō (1336–1392). Ele ilustra com contos sobre santuários a teoria honji suijaku. O ponto comum dos contos é que, antes de reencarnar como kami tutelar de uma área, uma alma deve primeiro nascer e sofrer ali como um ser humano. O sofrimento é causado principalmente por relacionamentos com parentes, especialmente esposas ou maridos.
O livro teve grande influência sobre a literatura e as artes.

## Inversão
A interpretação dominante da relação buda-kami passou a ser questionada pelo que os estudiosos modernos chamam de paradigma honji suijaku invertido (反本地垂迹, han honji suijaku)  ou shinpon butsujaku (神本仏迹), uma teologia que reverteu a teoria original e deu a maior importância ao kami. Os defensores da teoria acreditavam que, enquanto aqueles que alcançaram o estado de Buda adquiriram a iluminação, um kami brilha com sua própria luz. A doutrina foi desenvolvida pela primeira vez por monges tendais, e sua primeira formulação completa é atribuída a Jihen, um monge ligado ao grande santuário de Ise que era mais ativo por volta de 1340. No primeiro fascículo do Kuji hongi gengi ele argumentava que, no início, o Japão tinha apenas kami e que só mais tarde os budas assumiram o controle. Ele acreditava que por esse motivo havia uma decadência na moral do país e que logo reapareceria um mundo dominado pelos kamis. No quinto fascículo da mesma obra, comparou o Japão a uma semente, a China a um ramo e a Índia a uma flor ou fruto. Assim como as flores que caem e voltam às raízes, a Índia voltou às suas raízes, os kami eram os honji e os budas suas manifestações.
Yoshida Kanetomo foi influenciado por essas ideias e as levou adiante, rompendo com o passado, tornando-se o criador de Yoshida Shintō e trazendo o honji suijaku invertido para a maturação.
Embora geralmente se afirme que o honji suijaku invertido foi uma reação dos cultos nativos ao domínio do budismo, ele também surgiu do intelectualismo budista. A teoria não é per se antibudista e não questiona a existência de budas, mas simplesmente procura inverter a ordem de importância estabelecida entre kami e budas. Por que os budistas deveriam desenvolver tal teoria em detrimento de suas próprias deidades não está claro, mas é possível que ela tenha sido desenvolvida por monges de santuários, ou shasō, que cuidavam da parte do santuário dos complexos templo-santuário para aumentar seu status.
Politicamente, a lógica do honji suijaku foi também utilizada como um modelo de maneira reacionária em ideologias medievais e modernas iniciais, em que personalidades subalternas e comunidades locais eram vistas como manifestações legítimas e divinizadas (à semelhança dos kamis) em relação às instituições centrais do Estado.
Durante o período Meiji, porém, houve uma reestruturação com a ideologia do xintoísmo de Estado, envolvendo perseguição antibudista ativa. A Restauração Meiji envolveu um sistema parcialmente invertido do honji suijaku, em que o sistema imperial era honji. O honji suijaku que caracterizava a religiosidade japonesa por séculos foi sistematicamente destruído, por exemplo por meio de leis que separavam os kamis de budas, os chamados "éditos de separação" (shinbutsu bunri rei), promulgados em 1868. Houve intensa iconoclastia contra o budismo, a ponto de atualmente a cultura de honji suijaku ser considerada estranha e pré-moderna. Até a Segunda Guerra Mundial, era vista negativamente como uma mistura de elementos estrangeiros que ameaçava a pureza japonesa.